# Patricia Clarkson
Patricia Davies Clarkson (New Orleans, 29 december 1959) is een Amerikaanse actrice.
Clarkson werd geboren in New Orleans als de dochter van Jackie Clarkson, een lokale politicus, en Buzz Clarkson. Ze studeerde drama aan Fordham University, waar ze succesvol afstudeerde. In 1987 maakte ze haar filmdebuut in The Untouchables van regisseur Brian De Palma. Aan het eind van de jaren 80 was ze te zien in onder andere The Dead Pool, Rocket Gibraltar en Everybody's All-American.
Clarkson had ook een rol in de kortlopende televisieserie Davis Rules en in de miniserie Alex Haley's Queen. Voor haar rol van "Tante Sarah" in de televisieserie Six Feet Under werd ze beloond met twee Emmy Awards.
In 1999 speelde ze in The Green Mile en in 2002 in Far from Heaven. In 2003 werd ze genomineerd voor een Academy Award voor Beste Vrouwelijke Bijrol voor haar rol als een moeder die aan kanker lijdt in de film Pieces of April.
Ook speelt ze enkele afleveringen in de Cheers-spin-off Frasier, ze speelt hier een scharrel van Frasier genaamd: Claire French.
In 2008 vertolkte ze de hoofdrol in een remake van Blind Date uit 1996 van Theo van Gogh, ditmaal geregisseerd door Stanley Tucci.
In 2009 speelde ze naast Susan Sarandon in de videoclip Motherlover van The Lonely Island, featuring Justin Timberlake.

## Filmografie
Een niet-volledige lijst van films waarin Clarkson een rol had:
- The Untouchables (1987)
- The Dead Pool (1988)
- Everybody's All-American (1988)
- Tales from the Crypt (1990) (televisieserie)
- The Old Man and the Sea (1990) (televisiefilm)
- Murder One (televisieserie)
- Jumanji (1995)
- Pharaoh's Army (1995)
- Playing by Heart (1998)
- High Art (1998)
- The Green Mile (1999)
- Simply Irresistible (1999)
- The Safety of Objects (2001)
- The Pledge (2001)
- Far from Heaven (2002)
- Welcome to Collinwood (2002)
- Carrie (2002) (televisiefilm)
- Dogville (2003)
- The Station Agent (2003)
- All the Real Girls (2003)
- Pieces of April (2003)
- Miracle (2004)
- Good Night, and Good Luck (2005)
- The Dying Gaul (2005)
- The Woods (2006)
- All the King's Men (2006)
- Marriage (2007)
- No Reservations (2007)
- Blind Date (2007)
- Lars and the Real Girl (2007)
- Married Life (2007)
- Phoebe in Wonderland (2008)
- Elegy (2008)
- Vicky Christina Barcelona (2008)
- Whatever Works (2009)
- 20781 (2009)
- Cairo Time (2009)
- Beyond All Boundaries (2009)
- Shutter Island (2010)
- Legendary (2010)
- Easy A (2010)
- Main Street (2010)
- Friends with Benefits (2011)
- One Day (2011)
- The East (2013)
- The Maze Runner (2014)
- Last weekend (2014)
- Learning to Drive (2014)
- Maze Runner: The Scorch Trials (2015)
- The Party (2017)
- The Bookshop (2017)
- Maze Runner: The Death Cure (2018)